# Ginetta G60
Ginetta G60 — среднемоторный спортивный автомобиль, выпускавшийся британским автопроизводителем Ginetta Cars с 2012 по 2015 год на базе Ginetta F400, который, в свою очередь, выпускался на базе Farbio GTS.

## Производство
Производство G60 началось в 2012 году. Автомобиль был разработан на заводе Ginetta в Гарфорте, графство Йоркшир. За 3 года производства (с 2012 по 2015 год) было выпущено 50 автомобилей. На момент 2012 года базовая цена составляла 68 000 фунтов стерлингов. В ноябре 2015 года из-за проблем с продажами выпуск Ginetta G60 был прекращён.

## Технические характеристики
G60 оснащён двигателем Ford Cyclone V6 объёмом 3,7 л (3727 см3), мощностью 231 кВт (310 л. с.) при 6500 об/мин и крутящим моментом 390 Н⋅м при 4500 об/мин. Автомобиль разрабатывался с учётом ориентации на водителя и поэтому не имеет антиблокировочной тормозной системы, гидроусилителя руля и других современных технологий. Он сконструирован с обшивкой из углеродного волокна на трубчатом стальном шасси с монококом из углеродного волокна для поддержания низкой массы (1080 кг).
До 60 миль в час автомобиль разгоняется за 4,9 сек., а максимальная скорость составляет 265,5 км/ч.